# Lars Rauchfuß
Lars Rauchfuß (* 1986 in Berlin) ist ein deutscher Politiker (SPD). Er ist seit 2021 Mitglied des Berliner Abgeordnetenhauses.

## Biografie
Lars Rauchfuß wuchs in Berlin-Mariendorf auf. Er studierte nach dem Abitur und einem Freiwilligen Ökologischen Jahr Volkswirtschaftslehre an der FU Berlin. Danach war er zunächst als wissenschaftlicher Mitarbeiter für verschiedene Mitglieder des Berliner Abgeordnetenhauses sowie des Deutschen Bundestages tätig und wechselte anschließend in die Berliner Landesverwaltung.

## Politik
Rauchfuß gehört der SPD seit 2005 an und war deren Vorsitzender in Mariendorf von 2010–2018 sowie seit 2018 Kreisvorsitzender in Tempelhof-Schöneberg.
In der Bezirksverordnetenversammlung Tempelhof-Schöneberg hatte er von 2016 bis 2021 ein Mandat. Er wurde 2021 im Wahlkreis Tempelhof-Schöneberg 5 in das Abgeordnetenhaus gewählt. Bei der Wiederholungswahl 2023 konnte er seinen Wahlkreis zwar nicht verteidigen, errang jedoch über die Bezirksliste seiner Partei einen Sitz im Abgeordnetenhaus.